# Margherita Peak
Der Margherita Peak (auch Pic Marguerite oder deutsch Margherita-Spitze) ist mit 5109 m Höhe der höchste Gipfel des Mount Stanley, des höchsten Bergs des ostafrikanischen Ruwenzori-Gebirges und vierthöchster Berg des Kontinents. Er liegt als Teil des Ruwenzoris etwa 40 km nördlich des Äquators und bildet einen Abschnitt des langgestreckten Ostafrikanischen Grabenbruchs zwischen dem Albertsee im Norden und dem Eduardsee im Süden. Über den Gipfel des Margherita Peaks verläuft die Grenze der Demokratischen Republik Kongo und Ugandas.

## Landschaftsbild
Obwohl der Margherita Peak nahe dem Äquator liegt, ist er ab etwa 4800 m vergletschert – der Gipfel selbst ist jedoch eisfrei. Auf der Ostseite des Berges – am Sattel zwischen Margherita- und Alexandra Peak befindet sich der Margherita-Gletscher, westlich dieses Sattels der Alexandra-Gletscher. Neben diesen Gletschern gibt es etliche weitere Firn- und Schneefelder, hauptsächlich in der Einsattelung am Nordgrat, der zum Albert Peak führt.

## Dritthöchster Berg Afrikas

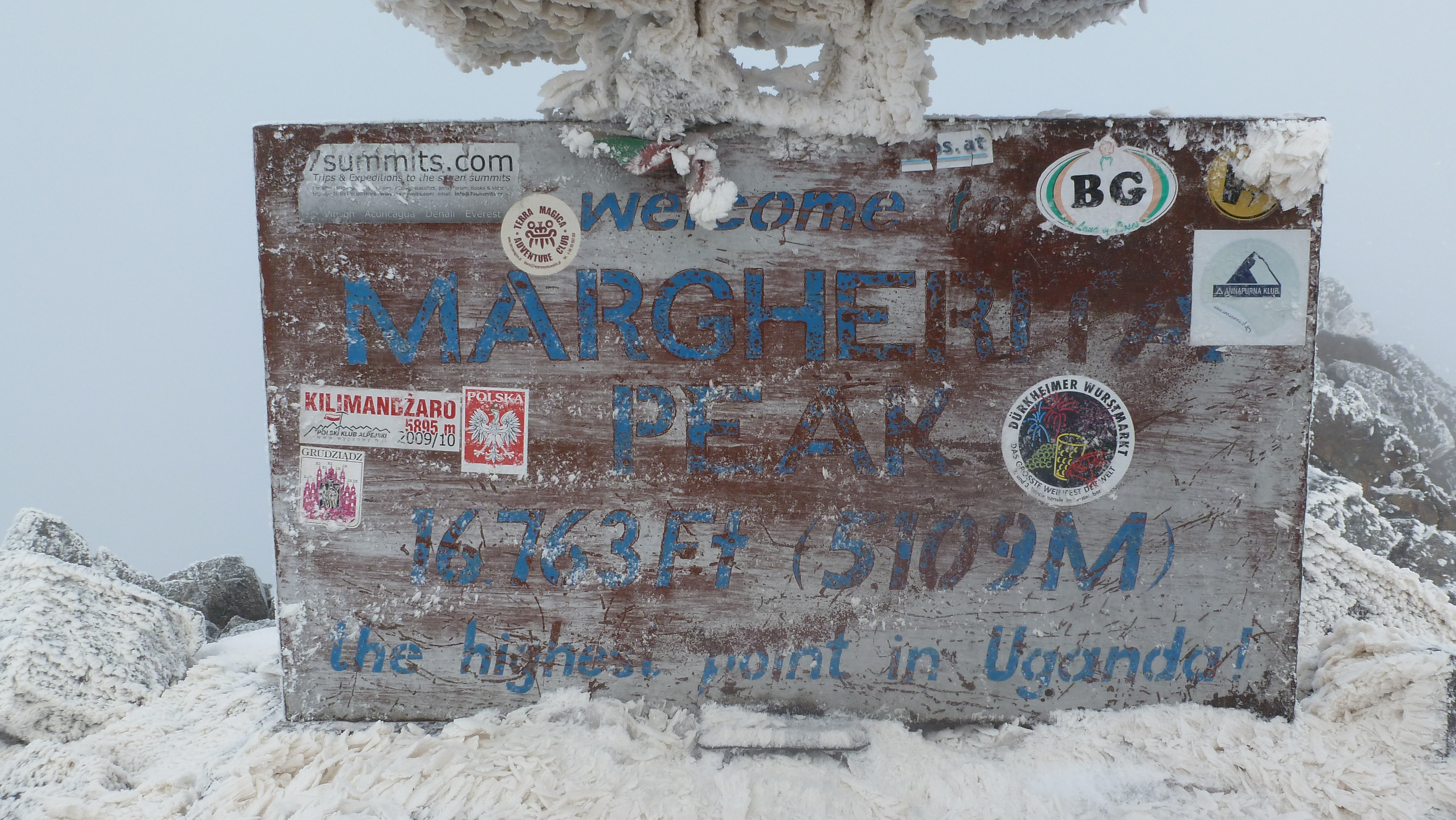
Tafel am Gipfel des Margherita Peak mit der Aufschrift:
Welcome to Margherita Peak 16763 ft (5109 m) the highest point in Uganda

Der Margherita Peak stellt nach den Bergen in den hunderte Kilometer weiter östlich liegenden Bergmassiven des Kilimandscharo und des Mount Kenya die dritthöchste Erhebung Afrikas dar. Dies gilt allerdings nur dann, wenn man den 5148 m hohen Mawenzi im zuerst genannten Massiv außer Acht lässt. Die Besonderheit am Margherita Peak besteht darin, dass er der höchste afrikanische Berg ist, der nicht vulkanischen Ursprungs ist.

## Margherita und Nachbargipfel
- Margherita Peak/Pic Marguerite (5109 m), seine Höhe wird teils auch auf 5110 m, 5119 m oder 5120 m beziffert; sein Gipfel liegt genau auf der Grenze der DR Kongo und Uganda
- Alexandra Peak (5091 m) – DR Kongo
- Albert Peak (5087 m) – DR Kongo

## Erstbesteigung
Die Erstbesteigung gelang Ludwig Amadeus von Savoyen im Jahre 1906. Er benannte den Gipfel nach Königin Margherita von Italien.